# Trigona silvestriana
Trigona silvestriana là một loài Hymenoptera trong họ Apidae. Loài này được Vachal mô tả khoa học năm 1908.